# 합성생물학
합성생물학(Synthetic Biology), 또는 합성생명학은 생명과학(Life Science)적 이해의 바탕에 공학적 관점을 도입한 학문으로 자연 세계에 존재하지 않는 생물 구성요소와 시스템을 설계•제작하거나 자연 세계에 존재하는 생물 시스템을 재설계•제작하는 두 가지 분야를 포괄한다. 즉, 합성의 의미는 1) 합성세포 또는 새로운 바이오시스템을 제작하기 위한 유전자 (Gene) 합성과 2) 세포로부터 고성능의 생물학적 물질을 고효율로 합성하는 것을 모두 포함한다. 이를 위해 여러 공학기술에서 적용하는 부품화, 표준화, 모듈화라는 공학적 개념을 생물학에 도입한 것이 합성생물학이다. 이에 따라 생물학적 지식 뿐 아니라 기계, 전기, 전자 및 컴퓨터 프로그램의 논리적 사고가 요구된다. 유사 분야로 생정공학(Biomatics)과 유전공학(Genetic Engineering), 시스템 생물학(System Biology), 생물정보학(Bioinformatics) 등이 있다.

유전자의 표준화는 다량의 유전자를 사용하는 합성생물학에서 필수과정이다. 유전자의 표준화란 특정 유전체의 특정 종으로 이식가능성과 이식했을 때의 성능을 미리 검증하여 정보체계를 구축하는 것으로 다른 종에서 유래한 유전자를 이식하기 위해 매번 시험할 필요가 없어 시간과 비용을 굉장히 단축한다. 

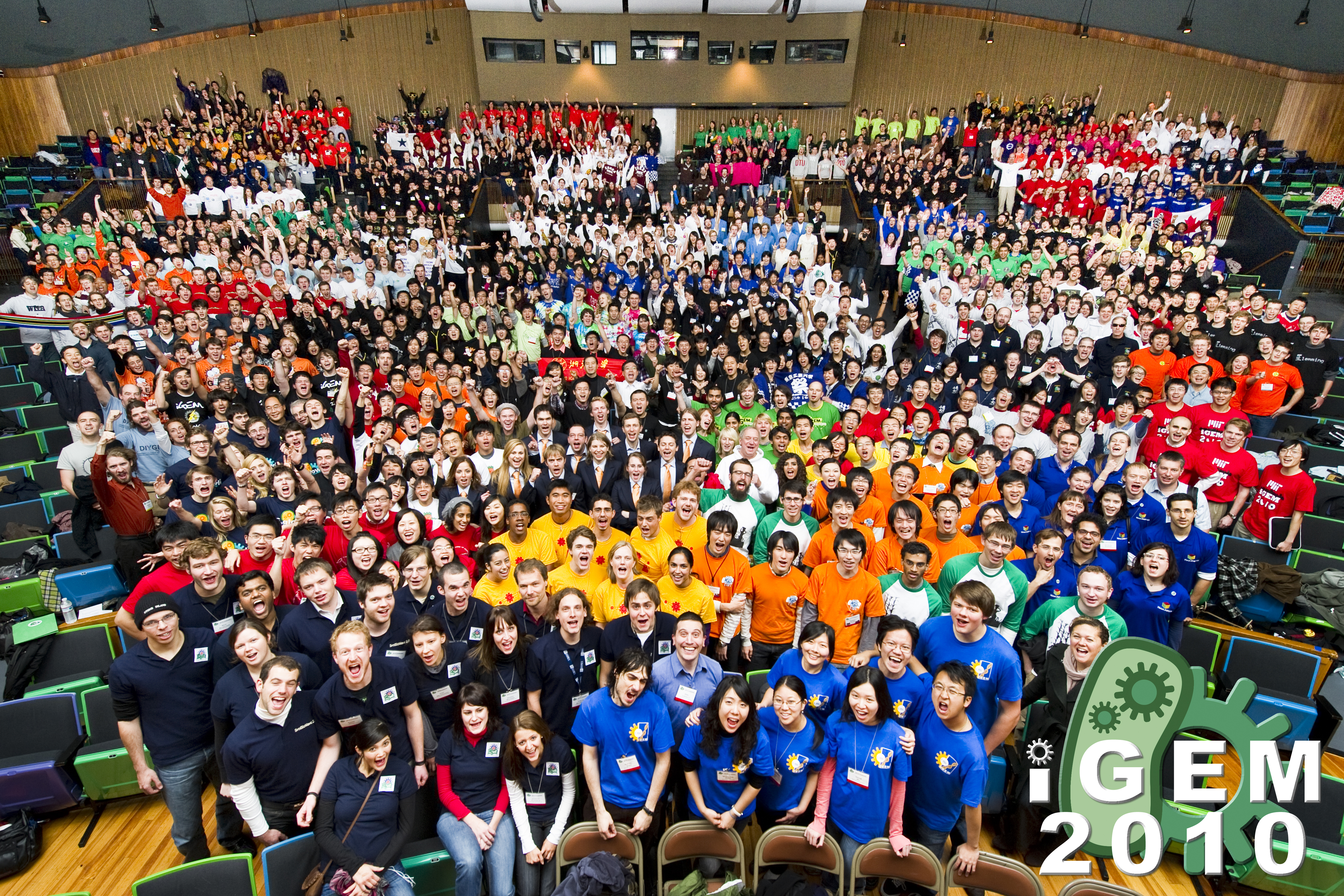
iGEM 2010 Jamboree November 6 - 8, 2010 MIT

 MIT에서는 Part Registry라는 부품 저장소를 만들어 인터넷에 공개하고 있고 합성생물학의 유용성을 대중에 알리고 유전자의 표준화를 지속하기 위해 2003년부터 매년 International Genetically Engineered Machine competition (iGEM)을 열고 있다. 합성생물학은 전 세계적으로 급격히 성장하고 있고 학술적•상업적 가치가 매우 중요하게 여겨진다. 현재는 MIT가 아닌 iGEM Foundation으로 주관 기관이 변경되었다.
합성생명학과 비슷한 분야로 생정공학(Biomatics)이 있는데, 생정공학은 생명현상을 정보처리 현상으로 이해하고 그 모든 기초 원칙을 수학적으로 설명할 수 있다고 가정한다. 그에 비해 합성생물학은 화학과 생명과학의 응용 분야로 그 원칙의 이해를 우선으로 한다. 또한 합성생물학은 유전자를 조작하여 인간에게 이로운 산물을 얻어내는 대사공학(Metabolic Engineering) 그리고 유전공학(Genetic Engineering)과도 유사하다. 그러나 합성생물학은 공학적 접근을 통해 생물 시스템을 분석하고 설계하기 때문에 기존의 DNA, 세포, 개체 등을 수정 및 변경하는 유전공학과는 조금 차이가 있다.
공학적으로 설계한 합성세포가 때로는 제대로 작동하지 않을 경우도 있는데, 이때는 바이오시스템 전반에 대한 재검토가 이루어져야 한다. 합성생물학적 설계와 시스템생물학적 튜닝이 필요하므로, 두 가지 요소를 합한 시스템합성생물학적 접근이 필요하다.

## 역사
합성생물학은 생명정보의 저장암호인 DNA를 읽는 기술과 DNA를 인공적으로 합성하는 유전자 재조합기술에서 시작되었고, 21세기를 맞아 유전공학의 급속한 발전과 유전자 조절 시스템 발명의 영향으로 합성생물학의 영역은 더욱 더 확장되고 있다.
| 연도     | 역사적사건 |
| -------- | --- |
| 1665년   | 영국의 자연 철학자 로버트 훅(Robert Hooke)(1635~1703)이 발명한 현미경으로 여러 광물과 동•식물을 관찰하던 중 코르크에서 세포를 발견                              |
| 1889년   | 스위스의 화학자 요한 미셔(Johann Mischer)(1844~1895)가 세포핵에서 DNA를 발견                                                                                    |
| 1944년   | 캐나다의 의사이자 유전학자 오즈월드 에이버리(Oswald Avery)(1877~1955)와 동료 과학자들이 DNA가 유전 물질임을 실험적으로 증명                                     |
| 1953년   | 제임스 듀이 왓슨(James Dewey Watson)(1928~ )과 프랜시스 크릭(Francis Crick)(1916~2004)은 DNA의 이중나선 모델을 규명하여 유전 정보의 저장과 전달하는 방식을 설명 |
| 1970년대 | DNA의 특정한 염기서열만 잘라내는 제한효소와 잘라진 DNA 조각을 다시 붙여주는 연결 효소(Ligase)가 발견되어 이를 이용한 유전자 재조합 기술이 발명                  |
| 1975년   | 프레더릭 생어(Frederick Sanger)(1918~))에 의해 DNA 염기서열을 하루에 수백 염기쌍씩 읽어낼 수 있는 기술이 개발                                                   |
| 1978년   | 스지발스키(Szybalski)와 스칼카(Skalka)가 합성된 DNA 분자를 기존의 유전자 배열 속에 끼워 넣는 사건을 계기로 합성생물학시대가 시작                                |
| 1984년   | 미국 생화학자 캐리 뱅크스 멀리스(1944~)(Kary Banks Mullis)에 의해 PCR 법이 개발                                                                                 |
| 1980년대 | 실리콘밸리에서 DNA 자동합성기와 DNA 자동염기서열결정장비가 개발된 뒤 해마다 그 속도가 2배씩 빨라짐                                                              |
| 2000년   | 인간게놈프로젝트(HGP; human genome project)가 완성되어 자연계에 존재하는 수많은 생명체의 유전자 자원을 축적                                                     |
| 2009년   | 각종 미생물, 동식물 1100여 종의 전체 유전자가 밝혀짐 |

2000년 샌프란시스코에서 열렸던 미국화학회에서 에릭 쿨(Eric Kool) 박사 등에 의해 합성생물학이라는 용어가 처음 사용되었다. 그들은 합성을 통해서 만들어낸 비자연적, 인공적인 유기 물질이 생체 내에서 제대로 기능을 수행할 수 있도록 하는 연구를 하면서 이것을 합성생물학 분야라고 정의하였다. 2003년 미국 매사추세츠공과대학에서 열린 합성생물학대회에서 죽으면 바나나 향이 나는 세균과 오염물질의 냄새를 맡아 경보시스템을 작동시키는 박테리아 등 합성한 유전자를 사용한 새로운 미생물들을 선보인다. 2004년 같은 곳에서 국제학술대회 ‘합성생물학 1.0(Synthetic Biology 1.0)’이 개최된다. 그 이후 동년 8월 미국 UC버클리에 '합성생물학과'가 설치되었으며, 2006년에 미국 UC 버클리에서‘합성생물학 2.0(Synthetic Biology 2.0)', 2007년에 스위스 취리히에서 ‘합성생물학 3.0(Synthetic Biology 3.0)', 그리고 2008년‘합성생물학 4.0(Synthetic Biology 4.0)이 홍콩에서 개최되었고, 2011년에는 미국 스탠포드 대학에서 5번째 회의를 가질 예정이다. 2007년 9월 하버드 의대 연구자들은 이런 유전공학 기술을 통해 성공적으로 효모세포에서 DNA를 기초로 한 기억 회로(memory loop)를 합성, 학술지 ‘Genes and Development’ 9월 15일자 온라인 판에 발표한다. 2010년 5월, 크레이그 벤터(J. Craig Venter)박사의 연구팀은 마이코플라즈마 마이코이즈(Mycoplasma mycoides)라는 박테리아 유전자 전체를 인공합성한 후, 마이코플라스마 카프리콜룸(Mycoplasma capricolum) 박테리아에 주입하는데 성공한다. 미국의 사이언스(Science)지는 크레이그 벤터 박사의 연구그룹이 화학합성 유전체에 의해 조절되는 인공 세포를 창조했다고 소개한다. 같은 날, 영국의 네이처(Nature)지는 곧바로 벤터 박사의 합성세포(synthetic cell)에 대한 8명의 전문가 의견을 실어 전 세계적으로 합성생물학이 주목을 받는 계기를 마련한다. MIT가 주관하고 일반 대학생이 참가하는 iGEM(international Genetically Engineered Machine competition)대회도 해를 거듭할수록 국제적 관심이 증폭되어 참가인원이 늘고 있다.

## 연구방법
연구방식은 크게 두 가지로 나눌 수 있다. 이는 탑다운(Top-down)방식과 바텀업(Bottom-up)방식이다. 탑다운 방식은 자연계에 존재하는 생명체의 유전자를 변형시키는 방식이다. 하나의 세포로 이뤄진 미생물을 예로 들면, 미생물의 유전자 일부를 바꾸는 것이다. 미국 스탠포드대에서 각각의 유전자를 기계의 부품처럼 만들어 다양하게 조합한 후 미생물에 삽입을 시도하고 있는 드루앤디(Drew Endy)의 접근이 한 가지 사례이다. 또 미국 UC버클리의 제이 키슬링(Jay Keasling)이 식물의 유용 유전자를 미생물에 대량으로 삽입하고 있는 것도 이에 해당한다. 이에 비해 바텀업 방식은 화학물질에서 시작해 생명체의 구성요소를 하나하나 만들어 내는 방식이다. 그래서 합성생물학 관련 영문저술에는 종종 ‘무에서 유를 창조한다’는 의미에서 ‘Starting from scratch’라는 즉, ‘처음에서 시작한다’는 뜻의 관용어구가 등장한다. 미생물의 유전자 염기서열을 하나하나를 만든 후 이들을 연결시켜 인공유전체를 합성한 미국의 크레이그 밴터(J.Craig Venter)의 접근이 대표사례이다.

특히 미국 스탠퍼드대 드루 엔디(Drew Endy)의 연구는 유전자의 대량을 가능하게 만든 토대를 마련했다. 엔디는 생명체를 DNA라는 정보를 지닌 유전자 회로로 구성된 하나의 컴퓨터 또는 기계라고 파악한다. 이 생명정보인 DNA를 컴퓨터에서 조작해 가상 생명체를 만들고, 그 결과를 실제 생명체에 적용함으로써 다양한 응용가능성을 제시하였다. 엔디는 유전체를 변형하는 전체 과정을 DNA, 부품(Parts), 설비(Device), 시스템(Systems) 등 4단계로 구분해 개념적 위계를 제시했다. 여기서 DNA는 유전물질, 부품은 DNA결합단백질 같이 기본적인 생물학적 기능을 수행하는 장치, 설비는 인간이 요구하는 기능을 수행하도록 부품들이 다양하게 조합된 장치, 그리고 시스템은 다양한 설비의 조합물을 의미한다. 엔디는 설비와 시스템 수준에서 스위치를 비롯한 작동환경을 구현해 자체적으로 하나의 독립 기능을 수행하는 표준부품을 만들어내고 이를 바이오브릭(Biobricks)이라고 칭했다. 엔디가 설립한 바이오브릭재단(BioBricks Foundation)의 홈페이지에는 1500개 이상의 바이오브릭이 등록돼 있으며 누구나 무료로 사용할 수 있다. 엔디는 연구자들이 구조와 기능이 명확한 각 바이오브릭을 조합해 컴퓨터에서 작동 여부를 시뮬레이션한 후 이를 실제로 대장균이나 효모 등 미생물에 직접 넣어 결과를 확인하도록 독려하고 있다. 2005년 엔디는 코돈 디바이스라는 생명공학 벤처회사를 설립했는데, 이 회사는 원하는 생명체를 설계하는데 필요한 다양한 기본 부품을 제조하는 바이오팹(biofab)을 지향하고 있다.

2010년 5월 최초로 인공세포를 합성하는데 성공하여 합성생물학의 발전을 이끌어 낸 크레이그 벤터 연구소의 연구팀(총 24명)이 합성세포를 만들어 내는 연구에서 쓴 방법은 벤터 연구소가 지난 15년 동안 하나하나씩 실현해온 여러 요소 기술들을 한데 엮어 완성한 것이다. 이미 연구팀은 미코플라스마 미코이데스(Mycoplasma mycoides)라는 박테리아에 있는 자연상태의 DNA를 다른 종의 박테리아인 미코플라스마 카프리콜룸(M. capricolum)의 세포 안에 이식하는 기술을 확립하는 데 성공했다. 또 합성해 인공으로 만든 미코플라스마 게니탈리움(M. genitalium)의 유전체를 효모 세포에 복제하는 데 성공한 기술도 갖추고 있었다. 그 후 자연 상태의 M. 미코이데스 박테리아 유전체를 모방한 합성 게놈을 만들어냈으며, 이것을 세포의 거부반응을 일으키지 않도록 제어하면서 M. 카프리콜룸 박테리아의 세포에 집어넣어 ‘합성 게놈’이 자연상태처럼 작동하는 것을 확인했다. 2007년 8월 3일 미국 과학저널 <사이언스(Science)>에 미코플라스마 마이코이데스라는 미생물의 유전체를 분리하고 이를 미코플라스마 캐프리콜럼에 이식해 ‘종 변환’에 성공했다는 연구결과를 발표했고 2008년 1월 24일 <사이언스>지에 미코플라스마 제니틸리움의 유전체를 인공적으로 합성하는데 성공했다고 보고했다. 인공으로 합성해 만든 M. 미코이데스 박테리아의 게놈은 총 108만 염기쌍으로 구성됐다. 이렇게 다른 박테리아 세포에 넣어진 합성 게놈은 자기복제와 번식 등의 생명체 기능을 제대로 구현해냈다. 자연 상태의 DNA에는 종마다 다르게 생화학 물질인 ‘메틸기’가 고유하게 달라붙어 있는데 인공의 합성 게놈의 디엔에이에는 이런 메틸기가 붙어 있지 않아, 이식 때 쉽게 외래 물질로 인식되고 이에 따라 거부반응을 일으킨다. 연구팀은 이런 거부반응을 줄이고자 합성 게놈의 디엔에이에 메틸기를 붙이는 방법을 개발해냈고, 또한 합성 게놈을 이식받는 카프리콜룸 박테리아에선 이식을 방해하는 특정 기능을 제거했다. 연구팀은 합성한 게놈이 자연상태의 게놈과는 다른 것이며 합성 게놈을 벤터연구소가 만들었음을 기록해두고자, 합성 게놈의 디엔에이 염기서열에 숨겨진 ‘워터마크’도 함께 넣어두었다.
| 연도   | 합성세포 탄생의 연구적 배경 |
| ------ | --- |
| 1995년 | M.제네탈리움 게놈 해독 - 미국 게놈연구소(TIGR)의 크레이그 벤터 박사팀은 세포로 이루어진 생명체 가운데 게놈 크기가 가장 작은 기생 박테리아 M.제니탈레움의 게놈(약 58만 염기)을 해독함, M.제니탈리움은 단백질 유전자가 480개에 불과함. |
| 1999년 | M.제니탈리움 최소 게놈 연구 - TIGR의 벤터 박사팀은 M.제니탈리움의 유전자를 하나씩 고장낸 뒤 박테리아의 생존여부를 확인한 결과 100여 개의 유전자가 없어도 생존에 지장이 없다는 것을 결과를 얻음, 그러나 이 유전자들을 동시에 여러 개 고장낼 경우 박테리아가 산다는 보장이 없고 이를 확인하는 실험의 경우의 수가 너무 많아 추가 연구가 보류 됨.                                                                          |
| 2002년 | 최초로 바이러스 게놈 합성 성공 - 미국 스토니브룩 뉴욕주립대 엑카드 웜머 교수팀은 RNA 염기 7500개로 이루어진 소아마비바이러스의 게놈과 상보적인 서열의 DNA가닥을 합성함. |
| 2007년 | 이종 간 박테리아 게놈 이식 성공 - 크레이그벤터연구소(JCVI)의 연구자들은 M.마이코이데스의 게놈을 분리해 가까운 친척 박테리아인 M.카프리콜룸 세포에 이식하는 실험에 성공함. 세포분열로 M.마이코이뎃의 게놈을 갖게 된 세포는 추기로 분열하면서 점점 M.마이코이데스를 닮아감. 이식 박테리아의 전체 단백질 패턴을 분석한 결과 M.마이코이데스와 일치함. 한편 M.제나탈리움 게놈을 M.카프리콜룸 세포에 이식하는 실험은 실패함. |
| 2008년 | 최초로 박테리아 게놈 합성 성공 - JCVI의 연구자들은 58만 염기로 이뤄진 M.제니탈리움의 게놈을 합성하는데 성공. 먼저 DNA합성기로 염기 수십 개 길이의 DNA를 합성하고 이를 효소로 이어 붙여 수천 개 길이의 조각을 만든다. 이 조각을 효모에 넣어 게놈을 완성. 이렇게 만들어진 합성게놈을 M.카프리콜룸 세포에 넣었으나 합성세포를 얻는데는 실패함.                                                                            |
| 2010년 | 최초의 합성세포 창조 - JCVI의 연구자들은 108만 염기로 이뤄진 M.마이코이데스의 게놈을 합성하는 데 성공함. 이렇게 만들어진 합성게놈을 M.카프리콜룸 세포에 넣어 마침내 합성세포를 얻는 데 성공함. |

## 응용 분야
에너지, 석유대체 물질 및 고부가가치 대사산물을 대장균, 효모 등을 이용해 합성하는 데 적용될 수 있으며, 보다 장기적으로는 새로운 바이오 시스템 또는 인공생명체 설계 및 합성기술로 발전할 전망이다. 에너지 개발을 위한 슈퍼효소, 미생물을 이용한 초고감도 센서, 세포기능을 지시하는 유전자 논리회로 등 다양한 연구 분야에서 급속한 진전이 기대되고 있다. 특히 최근 들어서는 지구온난화와 화석자원의 고갈로 기존 산업체계에서 석유가 담당하던 역할을 재생 가능한 자원인 바이오매스로 대체하는 바이오 에너지 및 바이오 정제에 대한 관심이 높아지면서 합성생물학에 대한 관심도 더욱 높아지고 있다. 온난화 문제를 합성생물학이 완화시킬 수 있는지를 미국의 에너지국과 환경청은 모색 중이다.

### 생물정제
생물정제(Refinery)는 여러 물질들이 섞여있는 것으로부터 순수한 물질을 추출하거나 다양한 용도로 물질을 만들어 내는 정유사의 석유정제와 유사한 방법으로 바이오매스(Biomass)를 처리하는 개념이다. 정유사는 대략 1000가지 이상의 화합물들이 혼재되어 있는 석유에서 여러 가지 중요한 석유 화학 제품을 만들기 위한 순수한 원료들을 추출하고 이런 과정에서 휘발유, 등유, 디젤 등의 연료가 생산된다. 이 공정을 모방해서 바이오메스를 활용 가능한 화학물질을 정제하고 이 과정에서 에너지자원을 얻는 전환개념이 바로 생물정제이다. 생물정제에서는 하나의 바이오매스 공급 원료로부터 고부가가치 화학 물질을 순수하게 분지 정제해서 활용할 수 있을 뿐 아니라 가치는 조금 낮지만 많은 양을 얻어낼 수 있는 연료를 얻을 수도 있고, 전기에너지를 얻어서 판매하거나, 자체 내의 전력으로써 사용하는 등 다양한 공정으로 활용가능성이 열려있다.

### 바이오 에너지
유가급등과 석유자원 고갈, 그리고 기후변화에 따른 국제 환경규제로 인해 친환경 대체연료 사용을 확대하고자 이러한 에너지를 생산하는 합성미생물을 개발하는 연구가 주목을 받고 있다. 미국의 키슬링(Keasling)그룹을 비롯한 몇몇 그룹들이 수소가스를 대량으로 생산해낼 수 있는 미생물을 합성하는 생물학적 방법을 개발하려는 장기 프로젝트가 진행되고 있다. 이미 유전체를 화학적으로 합성하여 최소 유전체로만 이루어진 새로운 생명체를 만드는데 성공한 합성생물학의 선두 주자인 크레이그 벤터(J. Craig Venter)박사는 합성생물학을 통해 화석연료통 대신연료를 생산하는 미생물이 담긴 통을 장착한 자동차가 나옴으로써 유조선이 사라지는 세상이 올 것이며, 덩달아 지구온난화 문제도 해결될 것이라고 주장한다. 실제 미국 에너지 부 산하의 국가바이오에너지연구소(Joint BioEnergyInstitute, JBEI) 및 대표적인 바이오에너지 기업인 LS9사와 AMYRIS사 등은 합성미생물을 이용하여 에탄올, 디젤, 항공유 등을 생산하고 있으며 생산성을 높이는 단계에 있다.

### 합성백신
백신에는 생백신(약독백신), 항원만을 분리 정제하여 만든 재조합 서브유닛 백신, 바이러스나 바이러스와 유사한 물질을 사용하는 바이러스 운반체를 사용하는 바이러스 백신, DNA백신이 있다. 이 중 합성생물학의 기술을 사용하여 생산이 가능한 DNA백신이 주목받고 있다. DNA백신은 쉽게 설계하고 품질이 우수하며 보존성 안전성이 우수하여 비용이 낮아 다양하게 활용되고 있다. 이 DNA백신은 다른 백신과 마찬가지로 체액 면역이나 세포내 면역을 유도할 수 있다. DNA가 세포 안으로 들어가 핵 안으로 들어가게 되면 mRNA가 만들어지고 이에 해당되는 단백질이 만들어지는데 단백질은 세포 내에서 파괴되어 일부는 바깥으로 분비되고 분비된 것은 B세포를 활성화 시켜 항체를 파괴하게 만들고 일부 부서진 조각들은 CTL과 같은 세포를 자극시켜서 세포 내 면역을 유도한다. 이는 임상, 면역, 치료에 사용된다. 감염성 질환이나, 암, 자가면역질환 또는 알러지에 사용되고 있다.

### 생물 치료제
생물치료약물(live therapeutic agent)은 살아있는 치료제를 말하며 바이러스와 세균으로 나뉜다. 캘리포니아 대학 Jay Keasling 연구팀은 초기 합성생물학 기술을 이용하여 대장균, 쓴쑥, 효모 등 서로 다른 유기체의 10개 유전자의 조합을 통하여 말라리아 치료제인 아테미시닌(Artemisinin) 전구체의 대량생산을 실현한다. 이 연구결과는 프랑스 제약회사를 통해 상용화가 추진되고 있으며 이는 합성생물학의 좋은 성공 사례가 되고 있다.

### 생물학적 컴퓨터
생물학적 컴퓨터(en:biological computer)는 컴퓨터와 같은 작업을 수행할 수 있는 인공적으로 설계된 생물학적 체계를 의미하며, 합성생물학의 지배적인 패러다임이다. 연구자들은 수많은 유기체에서 다양한 논리 회로를 만들고 특성화했으며, 살아있는 세포에서 아날로그, 디지털 연산을 선보였다. 연구자들은 박테리아를 아날로그와/또는 디지털 연산을 수행할 수 있도록 설계할 수 있다는 것을 보여주었다. 2007년에 실시한 인간 세포 연구에서는 포유류 세포에서 작동하는 보편적인 논리 해석자를 선보였다. 그 이후 2011년에 연구자들은 인간 암세포를 감지하고 죽이기 위해 생물학적 디지털 연산을 사용하는 기술검증(en:Proof of concept)치료를 입증하기 위해 이 패러다임을 활용했다. 2016년에 또다른 연구자 집단이 컴퓨터 공학의 이론이 박테리아 세포의 디지털 회로 설계 자동화에 활용될 수 있다는 것을 입증했다. 2017년에는 연구자들이 인간 세포의 디지털 연산을 설계하기 위한 'DNA 삭제를 통한 불 논리, 연산'(Boolean logic and arithmetic through DNA excision ,BLADE) 체계를 입증했다.

### 생체감지기
생물 방어와 관련된 바이오센서들이 관심을 받고 있고, 이는 여러 방면으로 활용이 가능하다. 합성생물학의 가능성을 보이기 위한 하나의 시도로 TNT 감지 바이오센서를 설계한 예를 든다. 센서를 만들 때 여러 생물학적 부품을 이용하여 조합해서 유전적인 회로를 만든다. 이 회로를 세포에 넣어 주는 데 미생물의 TNT농도가 높으면 빨간색, 중간일 때는 노란색, 농도가 낮을 때는 녹색을 띄게 하는 세가지 미생물을 만들고 이를 이용하여 TNT 주변에 나타나는 색을 확인한다. 이러한 방법으로 지뢰가 위치하는 부분을 정확히 눈으로 확인할 수 있다.
 중금속을 감지하는 유전자 회로를 가지는 미생물 센서와 미세유체공학을 접목한 융합연구를 통해서 납이나 카드뮴과 같은 유해한 중금속 특이적인 고감도 센서를 개발한 사례도 있다.
생체감지기(en:Biosensor)는 중금속이나 독소의 존재 등의 주위의 현상을 감지, 보고할 수 있도록 설계된 유기체를 의미하며, 보통 박테리아로 만들어진다. 이러한 체계 중 하나로는 박테리아의 생물발광을 일으키는 효소를 만들어내도록 설계된 Aliivibrio fischeri(:en:Aliivibrio fischeri)의 럭스 오페론이며, 특정한 환경 자극에 반응하여 발광 유전자를 활성화하기 위해 응답촉진유전자(respondent promoter) 다음에 배치할 수 있다. 이러한센서 중 하나는 감광성 컴퓨터 칩에 오염물질을 탐지하면 발광하는 발광박테리아(en:Bioluminescent bacteria)를 코팅하여 석유 오염물질(en:Pollutant)을 탐지한다. 비슷한 기제의 다른 예시로는 TNT와 그 주요 분해 산물 DNT를 탐지하여 녹색 형광 단백질(GFP)을 생산하도록 조작된 대장균 reporter strain을 통한 지뢰 탐지 방식이 있다.
조작된 유기체는 환경적인 신호를 감지하고, 감지될 수 있으며 분석적 용도를 수행하는 출력 신호를 보낼 수 있다. 미생물군이 이런 용도에 쓰여왔다.

### 세포형질전환
세포는 환경 신호에 대한 대응, 의사결정과 의사소통 등의 다양한 기능을 이용하기 위해 유전자 회로라 불리는 유전자와 단백질의 상호작용을 이용한다. DNA, RNA, 합성생물학자가 전사, 전사 이후, 번역 단계 등의 여러 단계에서 유전자 표현을 통제할 수 있도록 설계한 유전자 회로가 세 가지 핵심 요소다,
전통적인 대사공학은 외래 유전자의 조합과 유도된 진화로 인한 최적화의 도입으로 강화되어왔다. 예를 들자면 대장균과 효모를 항말라리아제(en:antimalarial drug), 아르테미시닌의 전구체의 대량 생산을 위한 설계한 것 등이 있다.
인공적인 방식으로 유기체 전체를 만들어내지는 못하지만, 살아있는 세포를 새로운 DNA로 형질전환할 수는 있다. 몇 가지 방식으로 DNA의 일부나 아예 합성 유전체 전체를 만들어낼 수 있지만, 일단 바라던 유전부호를 얻어내면, 이것을 성장하고 번식하면서 원하는 새로운 능력이나 표현형을 나타낼 것으로 예상되는 살아있는 세포에 합쳐넣는다. 세포형질전환은 합성 생물 회로(en:Synthetic biological circuit) 제작에 활용할 수 있는데, 이를 원하는 결과물을 생산하도록 조작할 수 있다.
합성생물학과 재료과학을 융합하면, 세포를 유전자에 부호화된 특성을 띈 물질을 생산하는 미세한 분자 생산 공장으로 활용할 수 있다. 재설계를 위해 생물막의 세포외물질의 아밀로이드(en:amyloid) 성분인 쿠릴섬유(Curli fiber)를 프로그램할 수 있는 나노재료(en:Nanomaterial)를 위한 플랫폼으로서 생산해왔다. 이러한 나노섬유는 기질에의 접착, 나노입자 주형, 단백질 고정화 등의 특정한 기능을 수행하기 위해 유전적으로 제작된다.

### 인공 설계 단백질

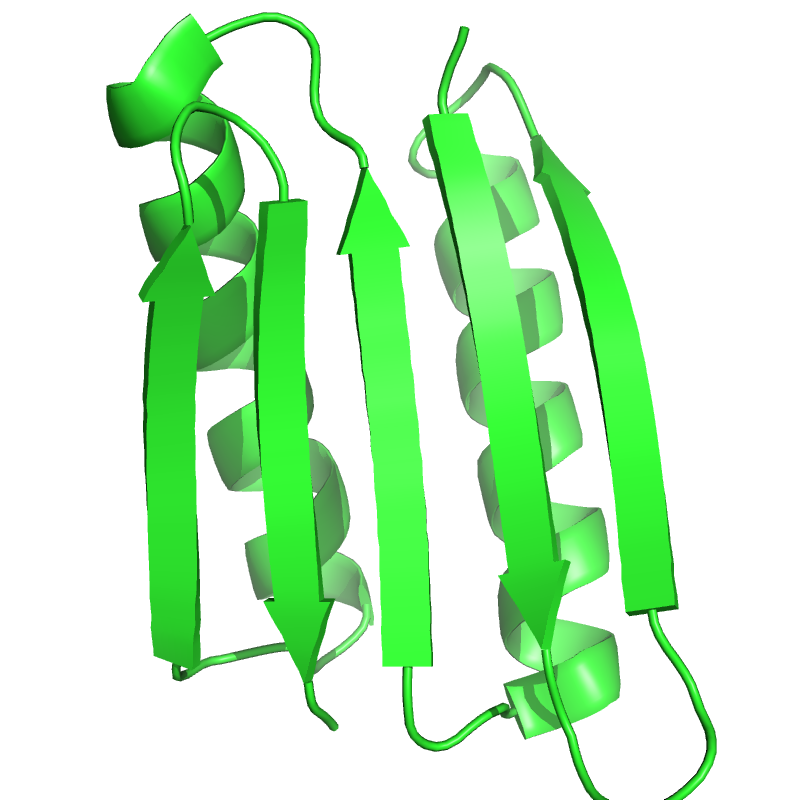
Top7(:en:Top7) 단백질은 인류가 자연계에서 발견되지 않은 접기 방식을 적용하기 위해 설계된 최초의 단백질 중 하나다.

유도진화(en:directed evolution) 따위의 방식을 통해 자연 단백질을 조작할 수 있으며, 기존의 단백질과 같거나 그 이상의 생산성을 보여주는 새로운 단백질 구조를 만들어낼 수 있었다. 한 group은 산소를 포획할을 수 있지만 헤모글로빈과는 달리 일산화탄소를 포획하지는 않는 헬릭스 다발(:en:helix bundle)을 생성하였다. 이와 비슷한 단백질 구조가 다양한 산화환원효소의 활동을 지탱하기 위해 생성된다. 또다른 group은 비활성화 상태의 작은 분자 클로자핀-질소-산화물로 활성화되지만 주위에 흔한 리간드, 아세틸클로린(en:acetylcholine)에는 둔감한, G-단백질의 일종이 짝지은 수용기를 생성하였다. 신기한 기능성이나 단백질특이성(protein specificity) 또한 컴퓨터를 활용해 설계할 수 있다. 한 연구에서는 컴퓨터를 활용한 두 가지 방법 - 서열 데이터베이스를 캐내기 위한 생물정보학, 분자모형화법(molecular modeling method)과, 효소특이성(enzyme specificity)을 리프로그래밍하기 위한 전산효소설계법(computational enzyme design method)을 활용할 수 있었다. 설탕에서 더 긴 사슬 구조를 지닌 알코올류를 만들어내기 위해 두 방식을 활용하여 100 이상의 접기특이성(fold specificity)을 지닌 인공설계 효소를 만들어냈다.
자연적인 20 종류의 아미노산에 새로운 종류의 아미노산을 끼워넣고자 하는 연구도 활발하게 이루어졌다. 종결 코돈을 제외하고 61 개의 코돈이 확인되었지만, 일반적으로 모든 유기체를 통틀어 20 종류의 아미노산만이 부호화되었다. 어떤 코돈은 O-메틸 티로신과 같은 비정규 아미노산 따위의 아미노산을 부호화하기 위해 설계되었다. 이런 프로젝트는 전형적으로 재부호화한 다른 유기체의 넌센스 억제(en:nonsense suppressor) tRNA - 아미노아실 tRNA 합성효소 쌍을 활용하지만, 대부분의 경우 상당한 양의 설계 작업이 필요하다.
다른 연구자들은 자연적인 20 종류 아미노산의 조합에서 몇 종류를 제거하여 단백질의 구조와 기능을 조사하였다. 아미노산 덩어리가 하나의 아미노산으로 대체될 수 있는 단백질을 형성함으로써 제한된 단백질 조합 순서의 목록이 만들어졌다. 예를 들어, 단백질을 구성하는 비극성 아미노산 몇 종류는 하나의 비극성 아미노산으로 대체할 수 있다. 한 프로젝트는 코리스미산무타제(en:Chorismate mutase)를 9 종류의 아미노산만을 사용하여 인공적으로 재조합해도 여전히 촉매로서 기능한다는 것을 입증하였다.
연구자들, 회사들은 높은 활동성, 최적화된 생산량과 효과를 가지는 산업용 효소(en:industrial enzymes)를 합성하기 위해 합성생물학을 연구하였다. 이러한 인공적으로 합성된 효소들은, 유당 무첨가 유제품 등의 제품의 기능을 향상시키고 비용효율을 높이는 것을 목적으로 한다. 제약, 발효 물질을 발견하기 위해 활용되는 생명공학기술의 일환으로 합성생물학으로 인한 신진대사공학 분야의 진보가 이루어졌다. 합성생물학은 생화학물질을 모듈식으로 좀 더 편하게 생산하는 방식에 대해 연구하고 대사 산물의 생산을 증가시킬 수 있다. 인공적인 효소 활동과, 잇따르는 대사반응률과 생산량에 대한 효과는 "산업적으로 중요한 생화학적 생산에 있어 ... 세포의 특성을 향상시키기 위한 새로운 고효율 전략"을 만들어낼 수 있다.

### 인공 핵산 체계
과학자들은 합성 DNA(en:synthetic DNA) 한 가닥에 디지털 정보를 부호화할 수 있다. 조지 맥도날드 처치(en:George M. Church)는 2012년에 합성생물학에 관한 그의 5.3 Mb 용량의 저서를 DNA에 부호화했다. 이는 그 이전에 합성 DNA에 제일 많은 용량을 저장한 기록의 1000배 이상이었다. DNA에 윌리엄 셰익스피어의 모든 소네트를 부호화한 비슷한 프로젝트가 진행되었다.
핵산과 단백질에 인공 뉴클레오티드(en:nucleic acid analogue), 인공 아미노산을 도입하기 위해 시험관 안에서, 생체 안에서 수많은 기술들이 개발되었다. 예를 들면 2014년 5월에 연구자들이 두 개의 새로운 인공 핵산을 박테리아 DNA에 도입하는 데 성공했다고 발표하였다. 인공 핵산을 배지에 첨가함으로써 박테리아를 24번 교환할 수 있었다. 박테리아는 인공 핵산을 활용할 수 있는 mRNA나 단백질을 합성하지 않았다.

### 우주 탐사
합성생물학은 지구에서 보낸 혼합물의 제한된 목록에서 우주비행사들을 위한 자원을 생산하는 데 활용할 가능성으로 인해 NASA의 관심을 끌었다. 특히 화성에서 현지의 자원을 통해 유용한 것들을 생산할 수 있을지 모르며, 현실화된다면 인류의 전초기지에서 지구 의존도를 낮출 수 있는 강력한 도구가 될 것이다.

### 합성생명

합성 유기체 Syn 3 의 최소 유전체의 유전자 기능들.

'합성생명'은 합성생물학의 중요한 주제인데, 시험관 안에서 생체분자와 그 구성성분으로 만들어진 가상의 유기체를 의미한다. 합성생물 실험은 생명의 기원을 하거나, 생명의 특성을 연구하거나, 좀더 과감하게는 비생물적 성분(en:abiotic component)에서 생명의 형태를 재창조하고자 시도한다. 합성생물학(synthetic life biology)은 약성 물질을 생산하거나 오염된 땅과 물을 제독하는 등의 중요한 기능을 수행할 수 있는 살아있는 유기체를 만들어내고자 한다. 이는 약학 분야에서는 새로운 진료, 분석 도구를 만들어내기 위한 출발점으로 여겨진다.
살아있는 "인공세포"는 에너지를 모으고, 이온 기울기(en:electrochemical gradient)를 유지하고, 거대분자(en:macromolecules)를 함유하고 정보를 저장하며 변이할 수 있는, 처음부터 끝까지 합성하여 만들어진 세포로 정의된다. 이러한 세포를 만든 사례는 없었다.
크레이그 벤터는 2010년에 온전히 인공적으로 만들어진 세균 염색체를 생산했으며, 그의 팀은 이를 유전자가 제거된 박테리아 숙주 세포에 삽입하였다. 숙주세포는 성장하고 자가복제할 수 있었다.
'인공적으로' 확장된 DNA를 가진 최초의 살아있는 유기체가 2014년에 발표되었다. 연구자들은 대장균의 염색체를 인공적으로 유전부호를 첨가한 염색체로 대체하였다. 첨가된 뉴클레오사이드는 d5SICS(en:D5SICS), dNaM(en:DNaM)였다.
어떤 연구자들은 2019년 5월에 박테리아 Escherichia coli 의 유전체 안의 64개의 본래의 유전 부호를 20개의 아미노산을 부호화하기 위해 59개로 줄인 새로운 형태의 생명의 창조를 보고하였으며, 이는 합성생물학이 새로운 경지에 다다랐음을 상징하는 이정표가 될 것이다.

### 약물전달체계

#### 조작된 박테리아 기반 체계
박테리아는 오랫동안 암 치료에 사용되었다. 비피도박테리움속(en:Bifidobacterium), 클로스트리디움속(en:Clostridium)은 암세포만 감염시켜 그 크기를 줄인다. 최근에 합성생물학자들은 박테리아가 암의 특정 상태를 감각하고 반응하도록 조작했다. 박테리아는 치료성 분자를 암에 정확히 전달하여 오발 효과를 최소화하기 위해 활용되는 게 제일 흔하다. 종양세포를 노리기 위해 종양세포만을 인지하는 펩타이드가 박테리아의 표면에 발현된다. 이렇게 쓰이는 펩타이드에는 인간 표피 성장 인자 수용체 2(:en:Epidermal growth factor receptor)와 인공 부착분자(:en:Adhesin molecule (immunoglobulin -like)). 만을 노리는 애피바디(en:affibody) 분자 따위가 있다. 박테리아가 저산소증 따위의 종양미세환경(:en:Tumor microenvironment)을 감지하도록 하는 또다른 방식으로는 박테리아 안에 AND 논리게이트를 만들어내는 것이 있다. 그렇게 되면 박테리아는 용균(en:lysis)이나 분비 체계(:en:bacterial secretion system)를 통해 치료성 분자를 종양에 퍼뜨릴 뿐이다. 용균은 면역 체계를 자극하고 증식을 통제할 수 있다는 장점이 있다. 다양한 종류의 분비 체계 따위의 방식을 활용할 수도 있다. 분비 체계는 외부 신호로 유발할 수 있는데, 유발 신호는 화학물질, 전자기파, 광파 따위가 있다.
이 치료방식에 다양한 종과 균주가 활용되었다. 제일 널리 사용되는 박테리아는 Salmonella typhimurium, Escherichia Coli, Bifidobacteria, Streptococcus, Lactobacillus, Listeria Bacillus subtilis이다. 각각의 종들은 고유한 특성을 가지고 있으며 조직 정착, 면역 체계와의 상호작용, 적용의 난이도가 다르다.

#### 세포 기반 체계
면역 체계는 암에 있어 중요한 역할을 하며 암세포를 공격하는 데 활용할 수 있다. 세포 기반 치료는 암 면역치료(en:Cancer immunotherapy)에 집중하는데, 주로 조작된 T세포를 활용한다.
T세포 수용기는 암 항원 결정기를 탐지하기 위해 조작되고 '훈련된다'. 키메라 항원 수용체(en:Chimeric antigen receptors, CARs)는 항체의 조각과, 세포의 증식을 활성화하고 유발할 수 있는 세포내 T 세포 신호영역이 융합한 형태를 띠고 있다. FDA에서는 2세대 CAR 기반 치료법을 승인하였다.
유전자 스위치는 치료의 안전성을 향상시키기 위해 설계되었다. 킬 스위치는 환자에게 심각한 부작용을 일으키는 치료법을 종결시키기 위해 개발되었다. 어떤 기제들을 통해 체계를 통제하고 정지시키고 재활성화시킬 수 있다. 치료법의 지속성과 강도를 조절하기 위해선 T세포의 숫자가 중요하기 때문에, T세포의 성장률도 치료의 효과와 안전성을 위해 통제된다.
큰 DNA 회로를 세포에 삽입하는 것의 어려움과 외래 성분, 특히 단백질을 세포 내에 도입하는 것의 위험성 등등의 한계점이 있지만, 몇 가지 기제를 통해 안전성과 통제력을 높일 수 있다.

## 논란

### 위험성
위험에 대한 논의는 크게 (1)생물안전성 및 (2)생물안보, (3)생명윤리의 영역으로 구분된다.

#### 생물안전성
생물안전성은 위험물질이 비의도적으로 또는 환경방출용으로 외부에 노출되었을 때 인간과 생태계에 미치는 영향에 관한 내용이다.
- 생물안전성이슈는 세계적으로 합성생물학 등장 전부터 논의되어 왔다. 1990년대 외래유전자를 삽입해 상품으로 만든 LMO의 등장이 논의가 시작된 주요계기였다. 그러나 합성생물학 이후는 질적으로 다른 위해성을 야기한다는 주장이 나타난다.
- 기존GMO의 유전자가 박테리아나 바이러스로 이동할 수 있다는 증거가 제시됨에 따라 종의 경계를 넘어 유전자이동이 모든 생명체를 대상으로 일어날 가능성과 생태계교란 가능성을 가늠할 수 없기에 더욱 위험하다.
- 유전자의 복잡한 네트워크 상호작용에 대해 알려지지 않은 부작용의 가능성과 장기적으로만 발현되는 부작용이 존재하는 경우에도 미리 알아낼 방도가 없기에 직접 사용해봄으로써만 안전성 검증이 가능하다는 점에 우려의 목소리가 높아지고 있다.

#### 생물안보
생물안보는 의도적으로 병균이나 독성물질을 훔치거나 생태계에 방출하는 경우, 바이오 테러에 대한 이슈를 말한다. 합성생물학의 기술로 이미 박멸된 바이러스조차 서열만 알면 얼마든지 실험실에서 이를 다시 복원해 낼 수 있을 뿐 아니라 더욱 맹독을 갖도록 변형 할 수 있고 내성을 가지고 있어 치료가 되지 않거나 강력한 전염성을 지난 바이러스, 세균, 세포를 생산 가능하다는 것이 문제이다. 바로 이를 생화학 무기로 악용할 가능성에 대한 우려의 목소리가 높아지고 있다.
- 2009년 11월 미국 정부는 독성이나 병원균 유전자를 지닌 인공 생명체가 탄생할 수도 있다는 우려를 나타내며 200개 염기쌍 이상의 유전자를 합성할 땐 생명공학기업들이 스스로 감시망을 가동하도록 하는 지침을 마련해 공시했다.
- 유전자 합성을 주문하는 고객의 신원을 확인하고, ‘위험한 유전자’ 정보를 모은 데이터베이스와 연동해 주문 내용의 안전성을 확인하게 한 것이다. 세계 생명공학기업들도 현재 업계 자율의 지침을 마련하고 있다.
- 국내 연구자들도 생물 안전과 안보를 위해 사회적 제도와 관심이 필요하다고 말한다. 이상엽 카이스트 교수는 “유전자 합성 기술을 악용하는 ‘바이오 해킹’은 통제하기 힘든 위협이 될 수 있다”며 “과학자의 윤리·인성 교육이 가장 중요하다”고 말했다. 박한오 바이오니아 사장은 “대유행병이 생기면 치료제 기술을 ‘공공자산’으로 선언해 영리활동을 금하는 국제규약을 유엔 차원에서 만들어야 한다”며 “유전자 합성 재료의 유통을 통할 필요도 있다”고 말했다. 김훈기 박사(서울대 강의교수)는 “한국 정부도 위험에 대비하는 법·제도를 마련해야 한다”고 말했다.
- 버락 오바마 미국 대통령은 2010년 5월 크레이그벤터연구소의 연구성과가 발표된 직후에 게놈을 전체 수준에서 설계하고 제작하는 합성생물학 기술이 가져다줄 잠재적 혜택과 잠재적 위험에 대해 조사해달라며 ‘생명윤리 쟁점 연구를 위한 대통령위원회(The Presidential Commission for the Study of Bioethical Issues)’에 평가를 요청했다. 최근 이 대통령위원회가 다섯 달 간의 청문회 활동을 끝냈다. 앞으로 한 달 안에 정식 보고서를 대통령에 제출할 예정이다. 이 보고서는 유전자를 1~2개 수준에서 변형하는 유전자변형(GM) 기술과는 달리 게놈을 전체 수준에서 설계, 제작하는 새로운 합성생물학 기술에 대한 첫 번째 윤리와 안전성 평가가 될 것으로 여겨져 주목되고 있다. 이 보고서의 방향은 우리나라를 비롯해 다른 여러 나라들의 관련 연구개발과 생명윤리 정책에도 영향을 끼칠 것으로 보인다.[65]

#### 생명 윤리
합성생물학 분야는 생물을 합성하거나 변형하는 것이기 때문에 생명경시에 대한 윤리 문제가 있다.

### 실제 사례
- 호주의 Ian Ramshaw 박사는 천연두 바이러스와 매우 유사하며 생쥐에 감염될 수 있는 바이러스인 마우스팍스 바이러스를 합성유전자를 이용하여 유전자 조작을 하였다. 쥐나 토끼를 불임시키기 위한 피임용 백신을 개발할 목적으로 연구를 진행하였지만, 이 과정에서 IL-4를 가지고 있는 마우스 팍스를 제작하였다. 이는 굉장히 독성이 강하여 백신주사를 이용하여 예방시킨 쥐도 60%이상을 죽이는 맹독성을 나타내게 되었다.
- 현재 이와 비슷한 방식으로 우두 바이러스를 대상으로 변형된 실험을 시행하고 있는데 이 우두 바이러스는 소뿐만 아니라 사람에게도 감염될 수 있다는 점에서 더욱 큰 문제로 인식되고 있다.[66]

### 해결의 움직임
- 합성생물학이 나아갈 방향과 문제해결책에 대해 토론하는 자리로 2004년도 MIT에서 1회 합성생물학 학술회의인 SB 1.0(Synthetic Biology 1.0)이 열렸고 그 이후로 2.0이 UC 버클리에서, SB 4.0인 4차 회의가 2008년 홍콩에서 개최되었다. 학술회의에서는 합성생물학 전문가들뿐 만 아니라 NGO 단체들이나 시민단체 그리고 환경전문가, 사회정의단체 등이 공개적으로 참가하여 안전, 건강, 환경, 인간의 권리를 포함한 토론을 펼치며 의견을 교환하는 것이 특징이다.
- 최근 영국 런던의 임페리얼 컬리지에 설립된 합성생물학 및 혁신센터(Centre forSynthetic Biology and Innovation)는 합성생물학 분야 관련 과학과 정책, 그리고 대외협력을 함께 할 수 있는 곳. 이 연구소에서는 사회과학자팀과의 통합연구를 통해 대중의 우려를 줄이고자 노력하고 있으며, 합의를 통한 건전한 합성생물학 발전을 위해 영국 최초로 토론참여자 16명과 전화응답자 1,000명에 대해 공개조사를 실시한 바 있다. 이는 대중과의 소통을 통해 합성생물학의 미래가능성과 안전성, 그리고 위험성을 알리고 정책을 수립하려는 시도가 있다.
- 미국의 NRC(National Research Council),NSABB(National Science Advisory Board)등에서도 규제방안 마련 대한 시도를 하고 있다. 아직은 국가 차원의 합성생물학 연구관련 규제 법률이 미비한 것이 사실이지만, 다행히 합성생물학의 잠재적 위험요소를 알고 있는 일부 과학자들이 자율규제(selfregulation)를 강조하고 있다. 대표적인 예로 유전자 합성과정에서 합성하고자 하는 유전자뿐만 아니라 합성의뢰자들에 대한 리스트를 만들어 관리하고 있다.[1]
- 실험실에서 실수로 합성세포가 유출되는 일이 일어날 가능성을 방지하기 위하여 JCVI연구팀은 합성게놈에 특정한 염기서열로 표지(Watermark)를 넣어 이런상황이 발생했을 때 박테리아가 유출 됐는지 여부를 즉각 확인이 가능하다.
- 2008년 12월 생물 무기 금지협약 당사국 회의에서 합성생물학 기술의 오용가능성에 대한 우려가 본격적으로 제기되었다. 국제기구나 국제협약차원에서 합성생물학의 위험에 대한 논의가 활발히 진행되고 있다. 2009년 9월 22이 프랑스 파리에서 개최된 경제협력개발기구(OECD)의 <합성생물학 전문가 회의>가 한 가지 사례이다. 핵심우려사항은 새로운 바이러스의 등장이었다.[67][68][69]

## 철학적 논의

### 생명이란 무엇인가?
생명의 정의는 생물의 본질적 속성으로 추상되는 모호한 개념이다. 생명은 성장하고 적응하고 대사활동하며, 환경과 물질을 교환하고 번식하고 진화하는 특성을 지닌다고 규정짓지만 아직 궁극적 실체에 대해 명확하게 정의된 바 없다. 이에 따라 생명이 무엇인가에 관해 다양한 견해들이 등장하였고 이러한 물음들의 일체를 생명관 또는 생명론이라고 한다. 여전히 명쾌한 해답이 제시되지 않은 현 시점에서 합성생물학이 생명이 무엇인가라는 의문을 규명하는데 도움을 줄 수 있다는 주장이 제기되고 있다.
- 리드대학 철학인문학의 마르크 베다우 교수는 크레이그 벤터의 인공세포를 합성한 연구 결과에 대해 인류가 생명에 관해 배울 수 있는 전례없는 기회를 얻게 되었다고 말한다. 게놈 정보를 완벽히 통제할 수 있다면 게놈이 어떻게 작동하는지 탐구하는 좋은 기회가 된다는 것이다. 인공게놈은 무생물에서 생명체가 만들어지는 날을 앞당길 것이라고 말한다. 그것은 생명이란 무엇인가, 생명은 왜 중요한가, 미래에 인간의 역할은 무엇인가에 관한 오래된 물음을 다시 활성화할 것이라고 덧붙인다. 논쟁적이고 풀기 어렵지만 이런 물음을 풀어보려는 노력을 통해 사회는 이득을 얻을 것이라고 말한다.

### 생기론의 종언인가?
인류는 생명현상의 발현은 물질과 근본적으로 다른 힘에 의해 지배되고 있다는 관념에 오래전부터 사로잡혀 있었다. 아리스토텔레스는 이것을 영혼설(靈魂說)로 철학적 형식을 부여하였고 질료(質料)로부터 형상(形相)을 실현시키는 원리를 엔텔레케이아라 하고, 생물에서는 그것은 식물적 ·동물적 ·인간적인 3종의 영혼이라고 하였다. 이런 관념은 역사의 흐름과 함께 많은 학자들에 의해 다양한 형태로 표현되었지만 17세기 이후, 기계론에 의해 점차로 세력이 흔들리게 되었다. 이러한 시점에서 물질로부터 생명의 합성이 가능하게 되었음을 시사해주는 최근 크레이그 벤터의 인공세포 합성 연구 결과로 생기론의 종언이 다가왔다는 주장이 제기되고 있다. 생기론의 종언과 더불어 생명의 입지가 뒤바뀔 것이라는 예측도 나오고 있다.
- 펜실베이니아대학 생명윤리학을 가르치는 아서 캐플런 교수는 벤터와 동료들의 실험에 관해 우리가 생명으로 여기는 것을 물질세계 조작으로 만들 수 있음을 보여주었다고 말한다. 이 실험은 수천년 동안 지속된, 생명 본성에 관한 논쟁 하나의 마침표를 던졌다고 주장한다. 100년 훨씬 이전에 프랑스 철학자 앙리루이 베르그송은 ’생명이 단순히 기계적으로 설명될 수는 없다’고 주장했다. 또 분자를 합성해 인공으로 생명을 창조하는 일도 불가능하다고 했다. 그는 “elan vital”(말로 표현하기는 힘들지만 무기물과 생물을 구분해주는 생기력)이 존재한다고 주장했다. 무기물을 아무리 조작해도 생명체는 창조할 수 없다는 것이다. 이런 ‘생기론적(vitalist)’ 관점은 여러 형태를 띠며 오랜 시간에 걸쳐 나타났다. 2세기에 갈렌은 ‘vital spirit’에 관한 저술을 남겼다. 루이 파스퇴르는 1862년에 생명이 어떻게 존재하는지 설명하고자 ‘vital action’을 연구했다. 생물학자인 한스 드리쉬는 1984년에 생명의 필수요소로 ‘엔텔러키(entelechy: 생명력 essential force)을 지목했다. 한편으로 여러 종교들은 영혼이 인간의 생명 본질로 설명되는 무엇을 구성한다고 주장해왔다. 이런 뿌리 깊은 형이상학적 관점들은 이제 생명이 무생물 부품으로 창조될 수 있음이 입증되면서 의문의 대상이 되었다고 아서 캐플런 교수는 주장한다. 비록 그것이 이미 존재하는 세포에서 가져온 것이긴 하지만 벤터의 성취는 생명에는 특별한 힘 또는 존재의 파워가 필요하다는 논증을 무력화할 것처럼 여겨진다고 말한다. 이런 점에서 이것은 인류역사에서 가장 중요한 과학적 성취 중 하나가 될 것이라고 덧붙인다.

### 생명의 기원은?
생명의 기원으로 지구상 생물의 기원에 대해서는 다음과 같이 크게 3가지 주장이 있다. 첫째, 초자연현상으로 설명하는 관점이다. 이는 신(창조주)의 행위라고 생각하는 가설이다. 둘째, 지구상에서 화학진화의 결과라고 생각하는 것이다. 물질의 존재 상태의 발전의 한 형태로서 생명의 기원을 설명하고 있다. 셋째, 지구 외에서 기원을 찾는 것을 들 수 있다. 판스페르미아(pans-permia)에 의거하는 주장이다. 현재도 첫째 또는 셋째에 관련된 가설을 발표하는 학자가 있는데, 일반적으로는 A.I. Oparin과 J.B.S. Haldane이 각각 독립적으로 발표한 물질진화에 근거하는 가설이 받아들여지고 있다. 그의 요점은 무기물에서 유기물이 합성되고 이러한 유기물이 원시해양에서 처음으로 일정한 형태를 만든 것이 코아세르베이트(coacervate)라는 것이다. 원시해양 속에서 유기물이 생성되어 축적될 수 있다는 점에 관해서는 1960년 이후의 수많은 실험 결과가 뒷받침하고 있지만, 원시생명체에서의 핵산과 단백질의 중요성이라든지, 이들 두 물질의 관계, 그리고 현재의 생물 세포의 구조는 코아세르베이트에 비해 훨씬 복잡하다는 등의 여러 가지 해명하지 않으면 안 될 기본적인 문제가 아직 많이 남아 있다. 복잡 미묘한 생명은 언제 어떠한 경로를 거쳐 이 지구상에 나타난 것인지에 대한 접근법은 각 시대에 생명관(生命觀)과 밀접한 관계가 있다. 그런데 최근 크레이그 벤터의 실험이 이 생명의 기원에 관한 해답을 줄 수 있을 것이라는 주장이 제기되고 있다.
- 산타크루즈 캘리포니아대학 생물분자공학의 데이빗 디머 교수는 벤터 연구소 연구팀의 성과에 관해 세포질은 합성하지 않고 기존의 세포질을 사용하였기에 완전한 인공이 아니라고 지적하면서 17세기 의사 윌리엄 하비의 말이 여전히 유효하고 말한다. “Omne vivum ex ovo”, 즉 모든 생명체는 알에서 나온다(‘All life from eggs’)는 그 말은 모든 생명체가 이미 존재하는 생명체에서 나온다는 뜻이다. 하지만 이 말이 아주 오랜 동안 더 유효하지는 않을 것 같다고도 말한다. 이제 벤터 연구팀이 미생물 게놈을 흉내내는 방법을 입증했기에, ‘생명은 어떻게 시작되었나’라는 생물학의 큰 물음 중 하나에 대답하는 일도 가능할 것이라고 주장한다. 합성 RNA가 인공의 막 안에서 자신의 재생산을 촉진할 수 있게 설계된다면 우리는 정말로 실험실에서 생명을 창조하게 될 것이라고 말한다. 그것은 아마도 40억년전에 지상에서 출현한 최초의 생명체를 닮았을 것이라고 그는 덧붙인다.[71]

## 참고자료
- 영화 스플라이스, 스피시즈, 플라이, 프랑켄슈타인
- 소설 프랑켄슈타인

## 참고 문헌
1. 1 2 3  The Science Times[깨진 링크(과거 내용 찾기)], 2010년 3월 18일자 기사 <새로운 생명체 ‘제작’하는 합성생물학>
2. 1 2  주간동아[깨진 링크(과거 내용 찾기)] 2010년 3월 15일자 기사 <인공생명체 첨단산업이 뜬다>
3. ↑  Science on[깨진 링크(과거 내용 찾기)] 2010년 10월 20일자 기사 <합성 박테리아, 솔직히 너의 정체가 부담스러워>
4. ↑  김훈기 (2010) 3.생명을 합성하는 학문 『합성생명』 48-64면
5. ↑  Science on[깨진 링크(과거 내용 찾기)] 2010년 5월 24일자 기사 <‘합성게놈’ 통째로 이식, 박테리아 종을 바꾸다 > 오철우 기자
6. ↑  강석기 기자 2010년 7월 295호 <합성세포 인공생명체 시대 열었나>『과학동아』102-103면
7. ↑  성낙환 (2010) Weekly 포커스 <미래 바이오 산업의 핵, 합성생물학> 『LG Business Insight』55-60면
8. ↑  Singh V (December 2014). “Recent advances and opportunities in synthetic logic gates engineering in living cells”. 《Systems and Synthetic Biology》 8 (4): 271–82. doi:10.1007/s11693-014-9154-6. PMC 4571725. PMID 26396651.
9. ↑  Purcell O, Lu TK (October 2014). “Synthetic analog and digital circuits for cellular computation and memory”. 《Current Opinion in Biotechnology》. Cell and Pathway Engineering 29: 146–55. doi:10.1016/j.copbio.2014.04.009. PMC 4237220. PMID 24794536.
10. ↑  Daniel R, Rubens JR, Sarpeshkar R, Lu TK (May 2013). “Synthetic analog computation in living cells”. 《Nature》 497 (7451): 619–23. Bibcode:2013Natur.497..619D. doi:10.1038/nature12148. PMID 23676681.
11. ↑  Rinaudo K, Bleris L, Maddamsetti R, Subramanian S, Weiss R, Benenson Y (July 2007). “A universal RNAi-based logic evaluator that operates in mammalian cells”. 《Nature Biotechnology》 25 (7): 795–801. doi:10.1038/nbt1307. PMID 17515909.
12. ↑  Xie Z, Wroblewska L, Prochazka L, Weiss R, Benenson Y (September 2011). “Multi-input RNAi-based logic circuit for identification of specific cancer cells”. 《Science》 333 (6047): 1307–11. Bibcode:2011Sci...333.1307X. doi:10.1126/science.1205527. PMID 21885784.
13. ↑  Nielsen AA, Der BS, Shin J, Vaidyanathan P, Paralanov V, Strychalski EA, Ross D, Densmore D, Voigt CA (April 2016). “Genetic circuit design automation”. 《Science》 352 (6281): aac7341. doi:10.1126/science.aac7341. PMID 27034378.
14. ↑  Weinberg BH, Pham NT, Caraballo LD, Lozanoski T, Engel A, Bhatia S, Wong WW (May 2017). “Large-scale design of robust genetic circuits with multiple inputs and outputs for mammalian cells”. 《Nature Biotechnology》 35 (5): 453–462. doi:10.1038/nbt.3805. PMC 5423837. PMID 28346402.
15. ↑  김영창·노동현·김용대·김양훈 (2008) 13장 합성생물학의 응용분야 『합성생물학(Synthetic Biology)』187-205면
16. ↑  Kim, HJ; Lim, JW; Jeong, H; Lee, SJ; Lee, DW; Kim, T; Lee, SJ (2016년 5월 15일). “Development of a highly specific and sensitive cadmium and lead microbial biosensor using synthetic CadC-T7 genetic circuitry”. 《Biosensors and Bioelectronics》 79: 701–708.
17. ↑  de Almeida PE, van Rappard JR, Wu JC (September 2011). “In vivo bioluminescence for tracking cell fate and function”. 《American Journal of Physiology. Heart and Circulatory Physiology》 301 (3): H663–71. doi:10.1152/ajpheart.00337.2011. PMC 3191083. PMID 21666118.
18. ↑  Close DM, Xu T, Sayler GS, Ripp S (2011). “In vivo bioluminescent imaging (BLI): noninvasive visualization and interrogation of biological processes in living animals”. 《Sensors》 11 (1): 180–206. doi:10.3390/s110100180. PMC 3274065. PMID 22346573.
19. ↑  Gibbs WW (1997). “Critters on a Chip”. 《Scientific American》. 2009년 3월 2일에 확인함.
20. ↑  Belkin, Shimshon; Yagur-Kroll, Sharon; Kabessa, Yossef; Korouma, Victor; Septon, Tali; Anati, Yonatan; Zohar-Perez, Cheinat; Rabinovitz, Zahi; Nussinovitch, Amos (April 2017). “Remote detection of buried landmines using a bacterial sensor”. 《Nature Biotechnology》 35 (4): 308–310. doi:10.1038/nbt.3791. ISSN 1087-0156.
21. ↑  Danino T, Prindle A, Kwong GA, Skalak M, Li H, Allen K, Hasty J, Bhatia SN (May 2015). “Programmable probiotics for detection of cancer in urine”. 《Science Translational Medicine》 7 (289): 289ra84. doi:10.1126/scitranslmed.aaa3519. PMC 4511399. PMID 26019220.
22. ↑  Westfall PJ, Pitera DJ, Lenihan JR, Eng D, Woolard FX, Regentin R, Horning T, Tsuruta H, Melis DJ, Owens A, Fickes S, Diola D, Benjamin KR, Keasling JD, Leavell MD, McPhee DJ, Renninger NS, Newman JD, Paddon CJ (January 2012). “Production of amorphadiene in yeast, and its conversion to dihydroartemisinic acid, precursor to the antimalarial agent artemisinin”. 《Proceedings of the National Academy of Sciences of the United States of America》 109 (3): E111–8. Bibcode:2012PNAS..109E.111W. doi:10.1073/pnas.1110740109. PMC 3271868. PMID 22247290.
23. ↑  Connor, Steve (2014년 3월 28일). “Eureka! Scientists unveil giant leap towards synthetic life”. 《The Independent》. 2015년 8월 6일에 확인함.
24. ↑  Elowitz MB, Leibler S (January 2000). “A synthetic oscillatory network of transcriptional regulators”. 《Nature》 403 (6767): 335–8. doi:10.1038/35002125. PMID 10659856.
25. ↑  Gardner TS, Cantor CR, Collins JJ (January 2000). “Construction of a genetic toggle switch in Escherichia coli”. 《Nature》 403 (6767): 339–42. doi:10.1038/35002131. PMID 10659857.
26. ↑  Nguyen PQ, Botyanszki Z, Tay PK, Joshi NS (September 2014). “Programmable biofilm-based materials from engineered curli nanofibres”. 《Nature Communications》 5: 4945. Bibcode:2014NatCo...5E4945N. doi:10.1038/ncomms5945. PMID 25229329.
27. ↑  Kuhlman B, Dantas G, Ireton GC, Varani G, Stoddard BL, Baker D (November 2003). “Design of a novel globular protein fold with atomic-level accuracy”. 《Science》 302 (5649): 1364–8. Bibcode:2003Sci...302.1364K. doi:10.1126/science.1089427. PMID 14631033.
28. ↑  Koder RL, Anderson JL, Solomon LA, Reddy KS, Moser CC, Dutton PL (March 2009). “Design and engineering of an O(2) transport protein”. 《Nature》 458 (7236): 305–9. Bibcode:2009Natur.458..305K. doi:10.1038/nature07841. PMC 3539743. PMID 19295603.
29. ↑  Farid TA, Kodali G, Solomon LA, Lichtenstein BR, Sheehan MM, Fry BA, Bialas C, Ennist NM, Siedlecki JA, Zhao Z, Stetz MA, Valentine KG, Anderson JL, Wand AJ, Discher BM, Moser CC, Dutton PL (December 2013). “Elementary tetrahelical protein design for diverse oxidoreductase functions”. 《Nature Chemical Biology》 9 (12): 826–833. doi:10.1038/nchembio.1362. PMC 4034760. PMID 24121554.
30. ↑  Armbruster BN, Li X, Pausch MH, Herlitze S, Roth BL (March 2007). “Evolving the lock to fit the key to create a family of G protein-coupled receptors potently activated by an inert ligand”. 《Proceedings of the National Academy of Sciences of the United States of America》 104 (12): 5163–8. Bibcode:2007PNAS..104.5163A. doi:10.1073/pnas.0700293104. PMC 1829280. PMID 17360345.
31. ↑  Mak WS, Tran S, Marcheschi R, Bertolani S, Thompson J, Baker D, Liao JC, Siegel JB (November 2015). “Integrative genomic mining for enzyme function to enable engineering of a non-natural biosynthetic pathway”. 《Nature Communications》 6: 10005. doi:10.1038/ncomms10005. PMC 4673503. PMID 26598135.
32. ↑  Wang Q, Parrish AR, Wang L (March 2009). “Expanding the genetic code for biological studies”. 《Chemistry & Biology》 16 (3): 323–36. doi:10.1016/j.chembiol.2009.03.001. PMC 2696486. PMID 19318213.
33. ↑  Davidson, AR; Lumb, KJ; Sauer, RT (1995). “Cooperatively folded proteins in random sequence libraries”. 《Nature Structural Biology》 2 (10): 856–864. doi:10.1038/nsb1095-856.
34. ↑  Kamtekar S, Schiffer JM, Xiong H, Babik JM, Hecht MH (December 1993). “Protein design by binary patterning of polar and nonpolar amino acids”. 《Science》 262 (5140): 1680–5. Bibcode:1993Sci...262.1680K. doi:10.1126/science.8259512. PMID 8259512.
35. ↑  Walter KU, Vamvaca K, Hilvert D (November 2005). “An active enzyme constructed from a 9-amino acid alphabet”. 《The Journal of Biological Chemistry》 280 (45): 37742–6. doi:10.1074/jbc.M507210200. PMID 16144843.
36. ↑  “Synthetic Biology Applications”. 《www.thermofisher.com》. 2015년 11월 12일에 확인함.
37. ↑  Liu Y, Shin HD, Li J, Liu L (February 2015). “Toward metabolic engineering in the context of system biology and synthetic biology: advances and prospects”. 《Applied Microbiology and Biotechnology》 99 (3): 1109–18. doi:10.1007/s00253-014-6298-y. PMID 25547833.
38. ↑  Church GM, Gao Y, Kosuri S (September 2012). “Next-generation digital information storage in DNA”. 《Science》 337 (6102): 1628. Bibcode:2012Sci...337.1628C. doi:10.1126/science.1226355. PMID 22903519.
39. ↑  “Huge amounts of data can be stored in DNA”. Sky News. 2013년 1월 23일. 2016년 5월 31일에 원본 문서에서 보존된 문서. 2013년 1월 24일에 확인함.
40. ↑  Pollack, Andrew (2014년 5월 7일). “Researchers Report Breakthrough in Creating Artificial Genetic Code”. 《New York Times》. 2014년 5월 7일에 확인함.
41. ↑  Callaway, Ewen (2014년 5월 7일). “First life with 'alien' DNA”. 《Nature》. doi:10.1038/nature.2014.15179. 2014년 5월 7일에 확인함.
42. 1 2  Malyshev DA, Dhami K, Lavergne T, Chen T, Dai N, Foster JM, Corrêa IR, Romesberg FE (May 2014). “A semi-synthetic organism with an expanded genetic alphabet”. 《Nature》 509 (7500): 385–8. Bibcode:2014Natur.509..385M. doi:10.1038/nature13314. PMC 4058825. PMID 24805238.
43. 1 2  Verseux, C.; Paulino-Lima, I.; Baque, M.; Billi, D.; Rothschild, L. (2016). 《Synthetic Biology for Space Exploration: Promises and Societal Implications》. 《Ambivalences of Creating Life. Societal and Philosophical Dimensions of Synthetic Biology, Publisher: Springer-Verlag》. Ethics of Science and Technology Assessment 45. 73–100쪽. doi:10.1007/978-3-319-21088-9_4. ISBN 978-3-319-21087-2.
44. ↑  Menezes, A; Cumbers, J; Hogan, J; Arkin, A (2014). “Towards synthetic biological approaches to resource utilization on space missions”. 《Journal of the Royal Society, Interface》 12.
45. ↑  Montague M, McArthur GH, Cockell CS, Held J, Marshall W, Sherman LA, Wang N, Nicholson WL, Tarjan DR, Cumbers J (December 2012). “The role of synthetic biology for in situ resource utilization (ISRU)”. 《Astrobiology》 12 (12): 1135–42. Bibcode:2012AsBio..12.1135M. doi:10.1089/ast.2012.0829. PMID 23140229.
46. ↑  Hutchison CA, Chuang RY, Noskov VN, Assad-Garcia N, Deerinck TJ, Ellisman MH, Gill J, Kannan K, Karas BJ, Ma L, Pelletier JF, Qi ZQ, Richter RA, Strychalski EA, Sun L, Suzuki Y, Tsvetanova B, Wise KS, Smith HO, Glass JI, Merryman C, Gibson DG, Venter JC (March 2016). “Design and synthesis of a minimal bacterial genome”. 《Science》 351 (6280): aad6253. Bibcode:2016Sci...351.....H. doi:10.1126/science.aad6253. PMID 27013737.
47. 1 2  Connor, Steve (2014년 12월 1일). “Major synthetic life breakthrough as scientists make the first artificial enzymes”. 《The Independent》 (London). 2015년 8월 6일에 확인함.
48. 1 2  Deamer D (July 2005). “A giant step towards artificial life?”. 《Trends in Biotechnology》 23 (7): 336–8. doi:10.1016/j.tibtech.2005.05.008. PMID 15935500.
49. ↑  Gibson DG, Glass JI, Lartigue C, Noskov VN, Chuang RY, Algire MA, Benders GA, Montague MG, Ma L, Moodie MM, Merryman C, Vashee S, Krishnakumar R, Assad-Garcia N, Andrews-Pfannkoch C, Denisova EA, Young L, Qi ZQ, Segall-Shapiro TH, Calvey CH, Parmar PP, Hutchison CA, Smith HO, Venter JC (July 2010). “Creation of a bacterial cell controlled by a chemically synthesized genome”. 《Science》 329 (5987): 52–6. Bibcode:2010Sci...329...52G. doi:10.1126/science.1190719. PMID 20488990.
50. ↑  “Scientists Reach Milestone On Way To Artificial Life”. 2010년 5월 20일. 2010년 6월 9일에 확인함.
51. ↑  Venter, JC. “From Designing Life to Prolonging Healthy Life”. 《YouTube》. University of California Television (UCTV). 2017년 2월 1일에 확인함.
52. ↑  Zimmer, Carl (2019년 5월 15일). “Scientists Created Bacteria With a Synthetic Genome. Is This Artificial Life? - In a milestone for synthetic biology, colonies of E. coli thrive with DNA constructed from scratch by humans, not nature.”. 《The New York Times》. 2019년 5월 16일에 확인함.
53. ↑  Fredens, Julius;  외. (2019년 5월 15일). “Total synthesis of Escherichia coli with a recoded genome”. 《Nature》. doi:10.1038/s41586-019-1192-5. 2019년 5월 16일에 확인함.
54. ↑  Zu C, Wang J (August 2014). “Tumor-colonizing bacteria: a potential tumor targeting therapy”. 《Critical Reviews in Microbiology》 40 (3): 225–35. doi:10.3109/1040841X.2013.776511. PMID 23964706.
55. ↑  Gujrati V, Kim S, Kim SH, Min JJ, Choy HE, Kim SC, Jon S (February 2014). “Bioengineered bacterial outer membrane vesicles as cell-specific drug-delivery vehicles for cancer therapy”. 《ACS Nano》 8 (2): 1525–37. doi:10.1021/nn405724x. PMID 24410085.
56. ↑  Piñero-Lambea C, Bodelón G, Fernández-Periáñez R, Cuesta AM, Álvarez-Vallina L, Fernández LÁ (April 2015). “Programming controlled adhesion of E. coli to target surfaces, cells, and tumors with synthetic adhesins”. 《ACS Synthetic Biology》 4 (4): 463–73. doi:10.1021/sb500252a. PMC 4410913. PMID 25045780.
57. ↑  I.V. Deyneko, N. Kasnitz, S. Leschner, S. WeissComposing a tumor specific bacterial promoter PLOS One, 11 (5) (2016), p. e0155338, 10.1371/journal.pone.0155338
58. ↑  Rice KC, Bayles KW (2008) Molecular control of bacterial death and lysis. Microbiol Mol Biol Rev 72: 85–109.
59. ↑  Ganai, S., Arenas, R. B. & Forbes, N. S. Tumour-targeted delivery of TRAIL using Salmonella typhimurium enhances breast cancer survival in mice. Br. J. Cancer 101, 1683–1691 (2009).
60. ↑  Jones, B.S., Lamb, L.S., Goldman, F. & Di Stasi, A. Improving the safety of cell therapy products by suicide gene transfer. Front. Pharmacol. 5, 254 (2014).
61. ↑  Wei P, Wong WW, Park JS, Corcoran EE, Peisajovich SG, Onuffer JJ, Weiss A, LiWA. 2012. Bacterial virulence proteins as tools to rewire kinase pathways in yeast and immune cells. Nature 488: 384–388.
62. ↑  Danino, T., Mondragon-Palomino, O., Tsimring, L. & Hasty, J. A synchronized quorum of genetic clocks. Nature 463, 326–330 (2010).
63. ↑  Y. Y. Chen, M. C. Jensen, C. D. Smolke, Genetic control of mammalian T-cell proliferation with synthetic RNA regulatory systems. Proc. Natl. Acad. Sci. U.S.A. 107, 8531 (2010). doi:10.1073/pnas.1001721107 PMID 20421500
64. ↑  Science on 보관됨 2010-11-26 - 웨이백 머신 2010년 5월 25일자 기사 <‘합성생물’ 위해성 규제에 관한 그간의 논의흐름 >
65. ↑  Science on[깨진 링크(과거 내용 찾기)],2010년 11월 23일자 기사 <“합성생물 연구 필요, 위험감독 강화” -오바마 위원회> 오철우 기자
66. ↑  김영창·노동현·김용대·김양훈 (2008) 14장 합성생물학의 미래 14.4 생물안전성『합성생물학(Synthetic Biology)』220-222면
67. ↑  김훈기 (2010) 7.합성생명의 위협 『합성생명』 128-150면
68. ↑  이상욱 (2009) 06 현재와 미래 『욕망하는 테크놀로지』 265-273면
69. ↑  합성생물학을 통한 균주개발과 바이오 안전성 문제Vol.10 No.3 『BIOSAFETY』32-37면
70. ↑  이한음 (2008) 유토피아와 디스토피아의 경계에 서다 中 합성생물학의 도전 - 생명2.0 자연을 모방한 인공 생명체를 넘다 『호모 엑스페르투스』 238-249면
71. ↑  Nature[깨진 링크(과거 내용 찾기)] 2010년 5월 24일자 기사 <합성세포 탄생 의미와 그 후 -‘네이처’전문가평가> 벤터 연구팀의 연구성과에 대한 다양한 전문가 반응 -’네이처’ 보도 요약

## 같이 보기
- 유전체학
- 생정공학
- 생정보학